# Kvarntjärnen (Burträsks socken, Västerbotten, 716617-170150)
Kvarntjärnen är en sjö i Skellefteå kommun i Västerbotten och ingår i Rickleåns huvudavrinningsområde.